# 新東工業
新東工業株式会社（しんとうこうぎょう、英: SINTOKOGIO, LTD.）は、愛知県名古屋市中村区に本社を置く大手鋳造設備メーカーである。

## 沿革
- 1934年（昭和9年）10月2日 - 「株式会社久保田製作所」として設立[1]。
- 1954年（昭和29年）6月 - 名古屋証券取引所市場第一部に株式を上場[1]。
- 1960年（昭和35年）2月 - 「新東工業株式会社」に商号を変更[1]。
- 1961年（昭和36年）10月 - 大阪証券取引所市場第一部に株式を上場[1]。
- 1962年（昭和37年）9月 - 東京証券取引所市場第一部に株式を上場[1]。
- 1963年（昭和38年）4月 - 新東ダストコレクタ株式会社を設立[1]。
- 1963年（昭和38年）6月 - 新東ブレーター株式会社を設立（ホイールアブレーター社（アメリカ）との合弁）[1]
- 1970年（昭和45年）6月 - 韓国新東工業株式会社を韓国に設立[1]。
- 1974年（昭和49年）12月 - ホイールアブレーター・シントー・ド・ブラジル社をブラジルに設立（ホイール・アブレーター社（アメリカ）との合弁）[1]
- 1975年（昭和50年） - 新東工営株式会社を設立[2]。
- 1975年（昭和50年）12月 - ハインリッヒ・ワグナー・シントー社（旧ワグナー・シントー社）を西ドイツに設立[1]。
- 1977年（昭和52年） - 台湾百利達股（有）を台湾に設立[2]。
- 1986年（昭和61年）3月 - 韓国ブレーター株式会社を韓国に設立[1]。
- 1987年（昭和62年）5月 - ロバーツ・シントー社をアメリカに設立[1]。
- 1988年（昭和63年）6月 - サイアム・ブレーター社をタイに設立[1]。
- 1991年（平成3年）3月 - シントー・アメリカ社をアメリカに設立[1]。
- 1991年（平成3年） - パンアブレーター社をシンガポールに設立[2]。
- 1993年（平成5年） - 新東Vセラックス株式会社を設立[2]。
- 1996年（平成8年）5月 - 青島新東機械有限公司を中国に設立[1]。
- 1996年（平成8年） - ホイールアブレーター・シントー・ド・ブラジル社を完全子会社化[2]。
- 1998年（平成10年） - シントーアメリカ社がバレル研磨機の販売会社フィニッシングアソシエイツ社（アメリカ）を設立[2]。
- 2002年（平成14年）10月 - 韓国新東工業株式会社に韓国ブレーター株式会社を合併[1]。
- 2003年（平成15年）3月 - 大阪証券取引所第一部から上場を廃止[1]。
- 2007年（平成17年）10月 - 子会社の東部シントー株式会社を吸収合併[1]。
- 2009年（平成21年）3月31日 - グループ会社であった新東サーブラストを解散[1]。
- 2009年（平成21年）4月1日 - 表面処理装置、投射材・研磨材及び検査・計測装置等の製造・販売事業を営む新東ブレーター株式会社と合併[1]。
- 2014年（平成26年）5月 - ドイツのフロン社へ資本参加し、持分法適用関連会社化[1]。
- 2014年（平成26年）6月 - アメリカ子会社のシントーアメリカ社が、テクニカルメタルフィニッシング社を買収[1]。
- 2014年（平成26年）7月 - 株式会社エアレックスへ資本参加し、持分法適用関連会社化[1]。
- 2015年（平成27年）11月30日 - 名古屋市中区より本社を現在地に移転[3]。
- 2015年（平成27年）12月 - ドイツのフロン社の株式を追加取得し、子会社化[1]。
- 2016年（平成28年）1月 - 子会社の青島新東機械有限公司が同じく子会社の青島百利達鋼丸有限公司を吸収合併[1]。
- 2017年（平成29年）12月 - フランスのスリーディーセラムシントーを子会社化[1]。
- 2018年（平成30年）2月 - イギリスのオメガシントー社を子会社化[1]。
- 2019年（令和元年）5月 - ドイツにシントーヨーロッパ有限責任会社を設立[1]。
- 2021年（令和3年）4月1日 - 株式会社アイシイを完全子会社化[4]。

## 主な製品
- 鋳造装置
- 表面処理装置
- 環境関連装置
- 粉粒体処理装置
- メカトロ関連装置
- 成形装置
- 投射材・研磨材
- 検査装置

など

## 事業所
- 本社
- 事業所
  - 豊川製作所
  - 新城製作所
  - 九州事業所
  - 幸田事業所 （旧）新東エコテックカンパニー
  - 西春事業所 （旧）新東エスビーテックカンパニー、新東ブレーター株式会社
  - 大治事業所 （旧）新東エスビーテックカンパニー、新東ブレーター株式会社
  - 大崎事業所 （旧）新東エスビーテックカンパニー、新東ブレーター株式会社
  - 一宮事業所 （旧）新東エスビーテックカンパニー、新東ブラステックカンパニー
  - 商品開発センター
  - ブラストテクノロジーセンター
  - 環境テクノロジーセンター
  - 粉体テクノロジーセンター
  - 技能安全研修センター
- 支店
  - （東京、中部、大阪）
- 営業所
  - （札幌、仙台、宇都宮、さいたま、横浜、静岡、豊川、長野、碧南、豊田部、桑名、加古川、広島）

## グループ会社

### 国内
- 株式会社メイキコウ
- 新東エンジニアリング株式会社
- 東寿興産株式会社
- 新東情報システム株式会社
- 新東ブイセラックス株式会社
- 新東Sプレジション株式会社
- 藤和電気株式会社
- 株式会社シーエフエス
- 株式会社浜新商会
- 株式会社松新商会
- 株式会社新和機工
- 有限会社イマシン
- 新豊機工株式会社
- シンセー機販株式会社
- タケダ機販株式会社
- 株式会社酒松商会
- 株式会社水野商会
- 有限会社ショーシン商会
- 有限会社日新商会
- 有限会社武新商会
- 株式会社長新商会
- 金森新東株式会社
- 株式会社エアレックス

### 海外
- ヨーロッパ
  - ハインリッヒ・ワグナー・シントー社
- 北米
  - シントー・アメリカ社
  - ロバーツ・シントー社
  - サンドモールド・システムズ社
  - フィニッシング・アソシエイツ社
- 中米
  - ロバーツシントー・ド・メキシコ社
- 南米
  - シントー・ブラジル・プロドゥトス社
- アジア
  - 台湾新東機械股有限公司
  - 台湾百利達股有限公司
  - 韓国新東工業株式会社
  - 青島新東機械有限公司
  - 無錫台新東機械有限公司
  - タイ新東工業株式会社
  - サイアムブレーター社
  - シントーインドネシア社